# Гаркушина, Тамара Павловна
Тама́ра Па́вловна Гарку́шина (1 февраля 1946, Елецкий район) — советская трековая велогонщица, выступала за сборную СССР во второй половине 1960-х — первой половине 1970-х годов. Шестикратная чемпионка мира в индивидуальной гонке преследования, многократная чемпионка всесоюзных и всероссийских первенств в различных дисциплинах. На соревнованиях представляла спортивное общество «Динамо», заслуженный мастер спорта СССР (1967).

## Биография
Тамара Гаркушина родилась 1 февраля 1946 года в селе Картофельная опытная станция Елецкого района Липецкой области. По специальности штукатур-маляр в 1963 году окончила Тульское городское профессионально-техническое училище № 15, после чего в течение двух лет по распределению работала в тульских городских строительно-монтажных управлениях, а затем ещё два года была штукатуром СМУ № 2 треста «Иркутскспеццилинстрой» в Иркутске. Вернувшись в 1965 году в Тулу, на местном треке начала активно заниматься велоспортом, состояла в тульском добровольном спортивном обществе «Динамо».
Первого серьёзного успеха в трековом велоспорте добилась уже в 1966 году, когда стала чемпионкой СССР в индивидуальной и командной гонках преследования. Год спустя повторила это достижение и благодаря череде удачных выступлений удостоилась права защищать честь страны на чемпионате мира в Амстердаме, где одолела в индивидуальном преследовании всех своих соперниц и завоевала золотую медаль. В течение десяти лет она в общей сложности тринадцать раз выигрывала титул чемпионки Советского Союза в трековых дисциплинах: восемь раз в индивидуальных гонках преследования (1966—1969, 1972, 1973, 1975, 1976) и пять раз в командных (1966—1968, 1970, 1973). Из семи чемпионатов мира, в которых принимала участие, выиграла шесть (1967, 1970—1974), лишь на соревнованиях 1968 года в чешском городе Брно в финале проиграла соотечественнице Раисе Ободоевской и получила в итоге серебряную медаль.
Также в 1974 году Гаркушина одержала победу на всесоюзном первенстве в шоссейной групповой гонке. Является тринадцатикратной чемпионкой РСФСР в различных трековых дисциплинах, многократная рекордсменка мира и СССР. За выдающиеся спортивные достижения удостоена почётного звания «Заслуженный мастер спорта СССР».
После завершения спортивной карьеры в 1980 году устроилась работать в тульском Прижелезнодорожном почтамте, позже в период 1982—1985 работала тренером-преподавателем по велоспорту профсоюзного комитета спортклуба завода «Точного машиностроения», в 1985—1990 годах была станочницей на заводе им. С. М. Кирова, потом до 1993 года работала травильщицей прокатного цеха производственного объединения «Тульский патронный завод». На пенсии занимается общественной деятельностью, развитием велоспорта в области и пропагандой здорового образа жизни. В 2003 году удостоена звания «Почётный динамовец», с 2010 года является «Почетным гражданином города-героя Тулы».